# Chrysler West Coast Rally
Chrysler West Coast Rally es un videojuego de carreras desarrollado por WildTangent y publicado por DaimlerChrysler en 2004. Es el primer juego que presenta exclusivamente automóviles Chrysler.

## Jugabilidad
En el juego el jugador se pone al volante de un Chrysler 300C, Crossfire, Pacifica o PT Cruiser y se emprende una aventura de conducción. Se corre para completar el recorrido de apertura de Island Metro, luego se desbloquea dos nuevos entornos: Coastline y Outback Rally. Se "Derrapa" en las esquinas y se realizan otras maniobras para ganar puntos, luego se canjean para desbloquear nuevos vehículos y actualizar paquetes de equipamiento en Mopar Speed Shop. Las tablas de clasificación en línea permiten publicar los puntajes y promocionar su éxito.